# Salix silicicola
Salix silicicola — вид квіткових рослин із родини вербових (Salicaceae).

## Морфологічна характеристика
Це кущ 1–3 метри, (утворюють клони відводками). Гілки жовто-коричневі, сіро-коричневі чи червоно-коричневі, не сизі, ворсинчасті клаптями до майже голих; гілочки сіро-бурі чи червоно-бурі, дуже густо ворсинчасті. Листки на ніжках 5–12 мм; найбільша листкова пластина вузько видовжена, вузько еліптична, еліптична чи зворотно-яйцеподібна, 36–84 × 19–40 мм; краї злегка закручені, цілісні; верхівка опукла чи загострена; абаксіальна (низ) поверхня дуже щільно шерстисто-повстиста, волоски хвилясті; адаксіальна поверхня тьмяна, помірно чи дуже щільно ворсинчасто-повстиста; молода пластинка прикрита волосками, дуже густо запушено-шерстиста абаксіально, волоски білі. Сережки квітнуть до появи листя: тичинкові 40–56 × 14–15 мм, маточкові 35–125 (у плодах 130) мм. Коробочка 4–7 мм. 2n = 38.

## Середовище проживання
Канада (Нунавут, Саскачеван). Населяє активні піщані дюни; 20–500 метрів.